# سهره دمگاه‌زرد میندانائو
سهره دمگاه‌زرد میندانائو (نام علمی: Chrysocorythus mindanensis) گونه‌ای سهره از خانواده سهرگان راستین است که
در فیلیپین یافت می‌شود. زیستگاه‌های طبیعی آن جنگل‌های کوهستانی نمناک نیمه‌گرمسیری یا گرمسیری و مراتع بلندیها در مناطق نیمه‌گرمسیری یا گرمسیری است.